# MYRIADE
MYRIADEはフランスで開発された、小型人工衛星に用いられる共通プラットフォーム（衛星バス）である。

## 概要
フランス国立宇宙研究センター(CNES)は1990年代後半より、小型衛星のカテゴリーにおいて人工衛星の基本的機能（筐体・電源・姿勢制御・通信機器など）を共通化してコスト削減と開発期間を短縮することを目的として、独自の衛星バス開発に着手した。1996年に開発が始まった500～700kgクラスの衛星バス「PROTEUS」 に続いて、1998年より開発が始められたさらに小型の100～150kgクラスの衛星バスが本項目の「MYRIADE」である。
2004年にMYRIADEバスを使用した最初の衛星DEMETERが打ち上げられ、その後も科学研究から安全保障まで多様な分野の衛星に採用されている。MYRIADEを用いた人工衛星は2020年12月現在、18基が打ち上げられ衛星軌道上にある。この事業にはEADS アストリアムおよびタレス・アレーニア・スペースがパートナー企業として参画しており、AstroSat100の製品名でアルジェリア、チリ、ベトナムなどフランス国外の衛星も受注している。
2012年より、設計寿命を5～7年に延長し70～120kgのミッションペイロードに対応する性能向上型「MYRIADE EVOLUTIONS」の開発が始められており、独仏の協力によって打ち上げるメタン観測衛星MERLINのプラットフォームとして最初に使用される予定となっている。

## 仕様
- 衛星全体
寸法：W600×D600×H800(mm)
質量：130kg
ペイロード：40～60kg
設計寿命：2～3年
プロセッサ：トランスピュータ T805搭載
- データ通信系
通信周波数帯域：Sバンド
インタフェース規格：CCSDSプロトコル
テレメトリデータレート：標準400kbps、Xバンド使用16.8Mbps
データ記録量：オンボード1Gビット、拡張16Gビット
- 推進系
ヒドラジンスラスター (1N) × 4
- 姿勢制御系
三軸姿勢制御方式
- 電源系
ガリウム砒素太陽電池パネル：180W
ミッション機器給電能力：60W
バッテリー：リチウムイオン二次電池

## 採用実績
| 衛星名称    | 打ち上げ機 | 打ち上げ日時(UTC) | 運用終了日時(UTC) | 備考                                             |
| ----------- | ---------- | ----------------- | ----------------- | ------------------------------------------------ |
| DEMETER     | ドニエプル | 2004/6/29         | 2010/12/9         | 地球観測衛星（磁気観測による地震予知研究）       |
| PARASOL     | アリアン5  | 2004/12/18        | 2013/12/18        | 地球観測衛星（雲およびエアロゾルの光学特性研究） |
| Essaim      | アリアン5  | 2004/12/18        | 2010/12           | シギント衛星×4基                                 |
| Spirale     | アリアン5  | 2009/2/12         | 2011/3            | 早期警戒衛星×2基                                 |
| PICARD      | ドニエプル | 2010/6/15         | 2014/4/4          | 太陽観測衛星                                     |
| AlSAT-2A    | PSLV-CA    | 2010/7/12         | -                 | 光学衛星、アルジェリア宇宙庁発注                 |
| SSOT        | ソユーズ2  | 2011/12/17        | -                 | 光学衛星、 チリ国防省発注                        |
| ELISA       | ソユーズ2  | 2011/12/17        | -                 | シギント衛星×4基                                 |
| VNREDSat-1A | ヴェガ     | 2013/5/17         | -                 | 光学衛星、 ベトナム科学技術院発注                |
| MICROSCOPE  | ソユーズ2  | 2016/4/25         | -                 | 科学衛星（等価原理の検証）                       |
| AlSAT-2B    | PSLV-G     | 2016/9/26         | -                 | 光学衛星、アルジェリア宇宙庁発注                 |
| TARANIS     |            | 2020年予定        | -                 | 地球観測衛星（超高層雷放電現象の研究）           |
| MicroCarb   |            | 2020年予定        | -                 | 地球観測衛星（温室効果ガスCO2観測）              |
| MERLIN      |            | 2021年予定        | -                 | 地球観測衛星（温室効果ガスCH4観測）              |